# Гребенский, Сергей Иванович
Сергей Иванович Гребенский (4 [17] марта 1914, Глинка, Ярославская губерния — 1 апреля 1991, Ярославль) — Герой Советского Союза, механик-водитель самоходной артиллерийской установки СУ-76 1509-го самоходного артиллерийского полка (2-й гвардейский механизированный корпус, 46-я армия, 2-й Украинский фронт), старший сержант.

## Биография
Родился 4 (17) марта 1914 года в деревне Глинка в семье крестьянина. После школы уехал в Ярославль. Работал на строительстве резино-асбестового комбината, затем на шинном заводе. Окончил курсы аппаратчиков на заводе синтетического каучука, где работал по профессии.

### Война
В 1936—1938 годах проходил действительную службу в Красной Армии. Служил в танковых частях и получил воинскую специальность водителя танка. После увольнения вернулся на завод. Здесь встретил начало Великой Отечественной войны.
В ноябре 1941 года был вновь призван в армию. В составе 234-й Ярославской коммунистической стрелковой дивизии защищал Москву. В 1942 году был отозван из дивизии и как механик-водитель был направлен в самоходно-артиллерийский полк. Участвовал в разгроме гитлеровских войск под Сталинградом, в боях за Ростов-на-Дону, за Донбасс, освобождал Мариуполь, Бессарабию. В 1943 году вступил в ВКП(б).
Особо отличился механик-водитель Гребенский на завершающем этапе войны, в наступательных боях на территории Венгрии и Австрии. В бою под Будапештом колонна советских самоходок попала в засаду. Несколько машин было подбито, загорелась и машина Гребенского. Заметив, что одна самоходка стоит в полной сохранности, Гребенский ползком добрался до неё. Оказалось, что водитель был убит. Гребенский завёл мотор и под огнём немцев увёл самоходную установку в расположение своих войск.
В апреле 1945 года в районе города Мошонмадьяровар (Венгрия) колонна, в составе которой шла на марше самоходка Гребенского, была атакована из засады вражескими танками. Первым заметил врага сержант Гребенский, и, не дожидаясь команды, пошёл на сближение с фашистами. Экипаж с 200—300 метров открыл огонь. В это время открыли огонь другие орудия. В скоротечном бою все 13 танков были уничтожены, 4 из которых были на счету экипажа Гребенского.
В районе города Корнейбург (Австрия) сержант Гребенский заметил уходящую из города колонну вражеских солдат и на предельной скорости повёл машину на сближение. От попадания фаустпатрона машина Гребенского загорелась, а все члены экипажа были тяжело ранены. Гребенский потушил пожар и повёл самоходку в атаку. Колонна была уничтожена: 2 самоходных орудия, 1 танк и 3 полевых орудия. Один танк был захвачен в качестве трофея.

### После войны
Указом Президиума Верховного Совета СССР от 15 мая 1946 года за образцовое выполнение боевых заданий командования на фронте борьбы с немецко-фашистскими захватчиками и проявленные при этом мужество и героизм старшему сержанту Гребенскому Сергею Ивановичу присвоено звание Героя Советского Союза с вручением ордена Ленина и медали «Золотая Звезда» (№ 9117).

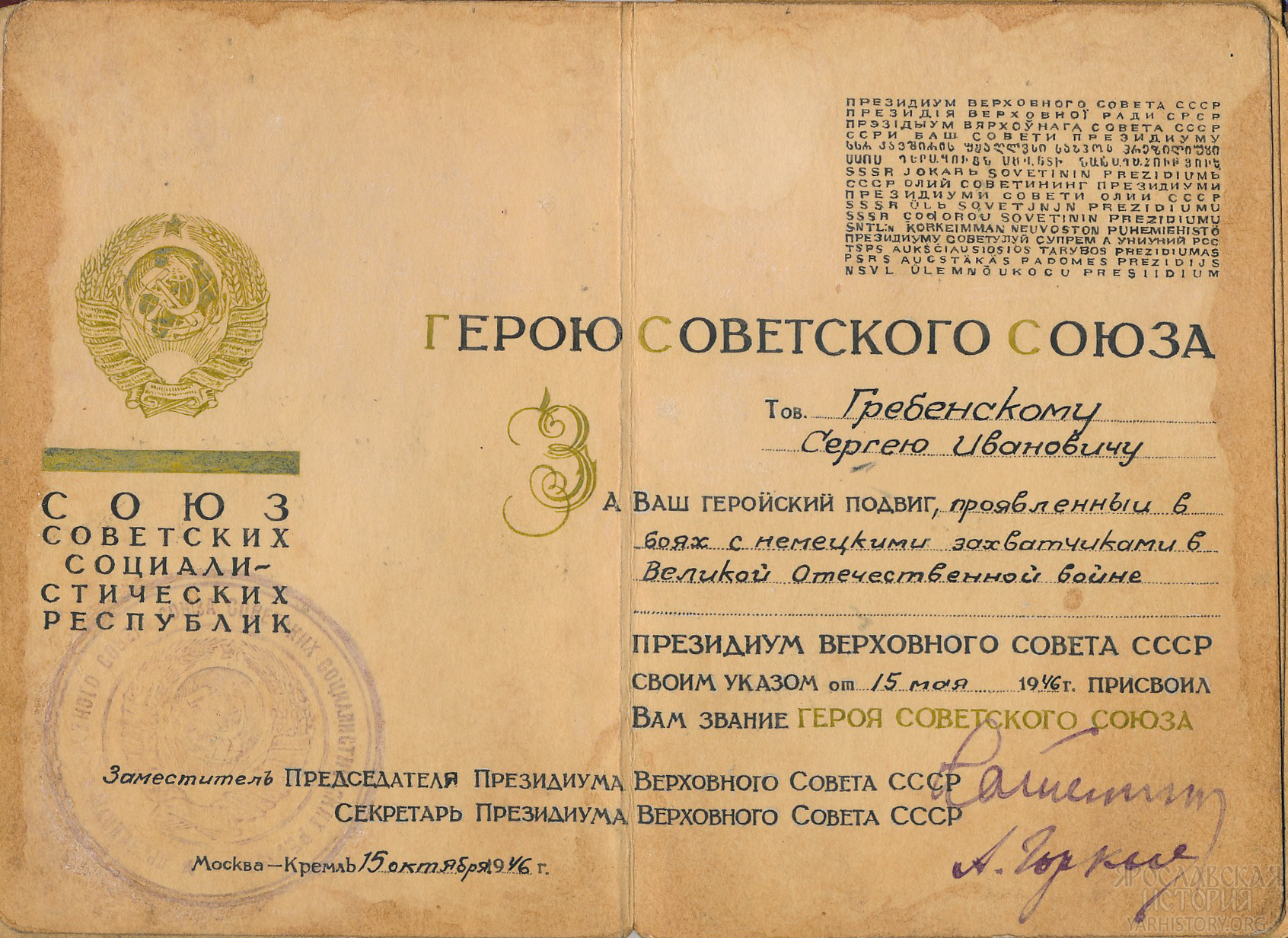
Удостоверение Героя Советского Союза С. И. Гребенского

В 1951 году окончил Ярославский химико-технологический институт. Работал на заводе синтетического каучука. Вёл большую общественную работу, не раз избирался в местные органы власти.
Скончался 1 апреля 1991 года. Был похоронен на Западном гражданском кладбище (Чурилково), в 1994 году останки перезахоронены на Аллее Героев Воинского мемориального кладбища города Ярославля.

## Память
На доме, где жил Гребенский в Ярославле (пр. Октября, д. 28А), установлена мемориальная доска.